# Canon EOS 450D
De Canon EOS 450D is een 12,2 megapixel-spiegelreflexcamera voor semiprofessionele en amateurfotografen. Het is de opvolger van de succesvolle 400D uit 2006. In Noord-Amerika werd deze camera onder de naam Canon EOS Digital Rebel XSi en in Japan onder de naam Canon EOS Kiss Digital X2 in het eerste kwartaal van 2008 op de markt gebracht.

## Camera
De Canon EOS 450D / Digital Rebel Xsi / Kiss X2 Digital was bij introductie de instapspiegelreflexcamera van Canon en de opvolger van de Canon EOS 400D, die op zijn beurt weer de opvolger was van de Canon EOS 350D. Sinds de lancering van de goedkopere Canon EOS 1000D is de 450D niet langer het instapmodel van Canon.

## Verschillen met EOS 400D
Ten opzichte van zijn voorganger heeft de EOS 450D een aantal verbeteringen, zoals live view, een groter zoekerbeeld, een groter beeldscherm en meer pixels. Als geheugen wordt een SD-kaart gebruikt. Ook is de camera sneller geworden. De 450D is marginaal groter en lichter dan de 400D.